# Blood and Thunder (EP)
Blood and Thunder (en español: Sangre y Trueno) es un EP del artista noruego Mortiis, editado en 1996. 
Fue escrito y grabado en un día y publicado por el sello Primitive Art Records, con una edición limitada de 500 ejemplares numerados y autografiados por Mortiis.

## Lista de canciones
1. Blood and Thunder (2:24)
2. Battles on Ice (2:21)